# Olwen Kelly
Olwen Catherine Kelly (Dublín, 30 de marzo de 1987) es una modelo y actriz irlandesa. Ha actuado en varias producciones de cine y televisión, destacándose su participación en la película de terror de 2016 The Autopsy of Jane Doe, donde interpreta al cadáver de una mujer no identificada.

## Filmografía

### Cine y televisión
- Darkness on the Edge of Town (2014)
- Why Life Sucks When You're in Your 20s: It's Contagious (2016, serie de televisión)
- The Autopsy of Jane Doe (2016)
- Winter Ridge (2017)